# Gastracanthus acutus
Gastracanthus acutus är en stekelart som först beskrevs av Kamijo 1960.  Gastracanthus acutus ingår i släktet Gastracanthus och familjen puppglanssteklar. Inga underarter finns listade i Catalogue of Life.